# Piotr Baran
Piotr Baran, né le 21 juillet 1962, à Inowrocław, en Pologne, est un ancien joueur et entraîneur de basket-ball polonais. Il évolue au poste d'arrière.